# Hylocryptus
Hylocryptus är ett fågelsläkte i familjen ugnfåglar inom ordningen tättingar. Släktet omfattar endast två arter med utbredning dels i sydvästra Ecuador och nordvästra Peru, dels i sydcentrala Brasilien och nordöstra Paraguay:
- Svavelögd lövletare (H. rectirostris)
- Hennahuvad lövletare (H. erythrocephalus)

DNA-studier visar att de står nära bambukryparen (Clibanornis dendrocolaptoides) och inkluderas numera vanligen i släktet Clibanornis, även om vissa fortfarande urskiljer Hylocryptus.